# Escudo de Villanueva de la Reina

Representación del escudo del municipio de Villanueva de la Reina según su blasón oficial.

El escudo de Villanueva de la Reina (Jaén, España) se aprobó por mayoría de los representantes de la corporación local del ayuntamiento, con fecha de 25 de marzo de 1999. El modelo es el que sigue:
- Armas: Cuartelado en cruz y entado en punta:
  - I y IV) campo de gules.
  - II y III) campo de plata.
  - En punta, entado de plata.
  - Sobre el todo, escudete oval, doblada su proporción heráldica, que en campo de gules, carga un castillo de oro, almenado de tres almenas, aclarado de azur y mazonado de sable. Contorno español.

- Timbre de corona real española cerrada, compuesta por un círculo de oro y pedrería con ocho florones y ocho perlas, que convergen en un mundo de azur, con un ecuador y un semimeridiano de oro, y sumando de una cruz de oro forrada la corona de gules.

## Justificación

### Armas
El escudo cuartelado, entado y con escusón se identifica con el escudete del blasón grande del Rey Carlos IV, que fue quien concedió el privilegio de villazgo a la población en el año 1790.
Los esmaltes en los cuarteles son sin duda alegóricos a los Reinos de Castilla y León, de gules y plata respectivamente.
El entado en punta de plata corresponde con el esmalte del campo del Reino de Granada.
El castillo de oro en campo de gules se relaciona con la armería de Castilla, la cual ha sido tomada por un triple motivo: 
- Para recordar la vinculación que durante siglos ligó a Villanueva de la Reina con la ciudad de Andújar.
- Por la pertenencia de la ciudad que siempre mantuvo bajo la jurisdicción real.
- Para recalcar la vinculación de la villa a la monarquía de los Borbones, en concreto la de Carlos IV.

### Timbre
Corona real cerrada por un triple motivo:
- Histórico, por la vinculación de la monarquía castellana con Villanueva de la Reina.
- Heráldico, por no crear confusión con las coronas nobiliarias, ya que la real española es la única cerrada.
- Constitucional y normativo, por respeto del Ayuntamiento de Villanueva de la Reina a la monarquía de don Juan Carlos I, que timbra con la misma corona real cerrada, y por la normativa que regula el timbre de los escudos municipales andaluces.[2]

## Escudo de 1983

Escudo de Villanueva de la Reina según la disposición usada entre 1983 y 1999.

Escudo de Villanueva de la Reina que fue tomado como identificativo en el año 1983 y que se diseñó en 1941 por Juan de Dios López Jiménez:
- Armas: Cortado y medio partido: 
  - I: Terciado en palo: 1.º de gules, un castillo de oro, almenado, esclarecido y mazonado de sable, 2.º de plata, un león rampante de gules, coronado de oro, armado y lampasado de lo mismo y 3.º de oro, escudete hispano-francés, jaquelado de nueve piezas de plata y sable, en tres órdenes.
  - II: De oro, una banda de gules, cargada de una cotiza de sable.
  - III: De plata, un león rampante de gules, coronado de oro, armado y lampasado de lo mismo. Sobre el todo, escudete hispano-francés, jaquelado de nueve piezas de plata y sable, en tres órdenes.Contorno hispano-francés.

- Timbre: Corona de infante.

En el modelo dibujado por Juan de Dios López figuran, además de lo descrito, dos leones contrarrampantes a ambos flancos del escudete central. Modelo que también ha sido utilizado por el ayuntamiento en carteles, publicaciones, saludas e incluso en el propio papel timbrado de oficio.